# Tschiervahütte
Die Tschiervahütte (rätoromanisch Chamanna da Tschiervaⓘ) ist eine Berghütte des Schweizer Alpen-Clubs (SAC) in der Berninagruppe. 

## Lage
Sie liegt auf einer Höhe von 2573 m ü. M. in der Südflanke des Piz Tschierva, oberhalb des Tschiervagletschers. Die 1951 an diesem Platz erbaute Hütte wurde 2002 modernisiert. Dabei wurde der aus Natursteinen der Umgebung errichtete Altbau um einen Anbau erweitert, der mit Lärchenbohlen verkleidet ist.
Die Hütte dient häufig als Ausgangspunkt für die Besteigung des Piz Bernina über den Biancograt.

## Geschichte
Eine erste Hütte wurde im Jahr 1899 auf der Moräne des Tschiervagletschers erbaut. Aufgrund des Rückzugs des Gletschers wurde diese Hütte 1951 aufgegeben und am heutigen Standort eine neue Hütte errichtet, die im Jahr 1969 erweitert wurde. Von 2002 bis 2003 wurde die Hütte modernisiert und erweitert und den heutigen Vorschriften und Bedürfnissen angepasst. Beispielsweise wurden Küche und Gastraum vergrössert, Waschgelegenheiten und Toiletten ins Gebäude integriert und eine Kläranlage gebaut.

## Zustieg
Der fast in allen Fällen verwendete Zustieg führt von Pontresina durch das Val Roseg. Beim Hotel Roseg verlässt man den Talgrund und quert zunächst ansteigend die Ostseite des Tals. Später, am Margun Misaun auf 2245 m, biegt man in südöstlicher Richtung in das Tal des Tschiervagletschers ab, das man auf seiner nördlichen Seite quert. Von Pontresina benötigt man gut drei Stunden. Der erste Teil des Anstiegs kann mit dem Mountainbike befahren werden, es verkehren auch Pferdekutschen.

## Tourenmöglichkeiten
Die Hütte ist Ausgangspunkt für die Besteigung des Piz Bernina (4048 m) über den Biancograt. Weitere von der Hütte häufig erstiegene Gipfel sind der Piz Morteratsch (3751 m), Piz Roseg (3935 m), Piz Scerscen (3970 m) oder Piz Tschierva (3545 m).
Neben diesen Gipfelzielen sind Übergänge zur Bovalhütte (über die Fuorcla da Boval, 3346 m) und zur Coazhütte möglich. Letzterer Übergang ist relativ schwierig und führt über Geröll und Moränen, dabei müssen einige Wildbäche gequert werden, was bei hoher Wasserführung unmöglich werden kann.